# Libnotes charmosyne
Libnotes charmosyne là một loài ruồi trong họ Limoniidae. Chúng phân bố ở miền Cổ bắc.